# Giorgio Diritti

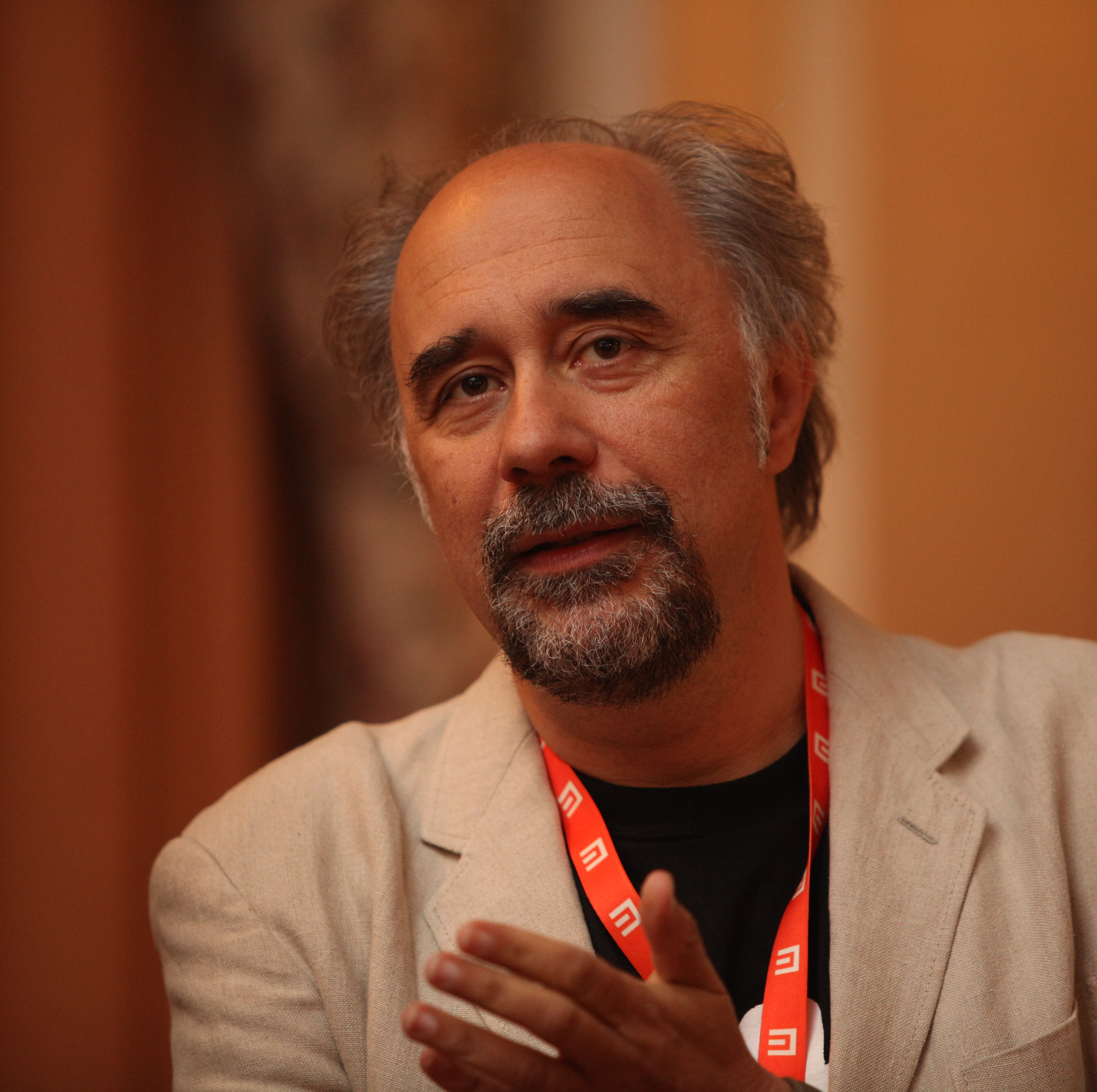
Giorgio Diritti (2016)

Giorgio Diritti (* 21. Dezember 1959 in Bologna) ist ein italienischer Filmregisseur, Drehbuchautor, Filmproduzent und Filmeditor.

## Leben
Giorgio Diritti gab 1989 sein Debüt als Regisseur und Drehbuchautor mit dem Kurzfilm Cappello da marinaio. Sein Langfilmdebüt war der in Prazzo gedrehte Film Der Wind zieht seinen Weg (2005), mit dem er unter anderem 2008 für einen David di Donatello in den Kategorien bester Film, bester Debütregisseur, bester Produzent, bestes Drehbuch und bester Schnitt nominiert wurde und 2007 am Heimatfilmfestival mit dem Spielfilmpreis der Stadt Freistadt sowie 2008 am Berg- und Abenteuerfilmfestival Graz ausgezeichnet wurde.
Der Mann der kommen wird über das SS-Massaker im norditalienischen Marzabotto mit Alba Rohrwacher gelangte in die Auswahl für den Europäischen Filmpreis 2010 und wurde 2010 mit einem Globo d’oro in der Kategorie Preis der ausländischen Presse gewürdigt. 2013 veröffentlichte er den Film Un giorno devi andare mit Jasmine Trinca in der Hauptrolle, die Produktion wurde am Sundance Film Festival uraufgeführt.
Seine Filmbiografie Hidden Away über den italienischen Künstler Antonio Ligabue wurde 2020 bei den 70. Internationalen Filmfestspielen Berlin im Wettbewerb um den Goldenen Bären uraufgeführt und als italienischer Beitrag für den besten fremdsprachigen Film für die Golden Globe Awards 2021 ausgewählt. Außerdem wurde Diritti 2021 dafür mit einem David di Donatello für die beste Regie ausgezeichnet und der Film wurde als bester Film prämiert.
Mit dem Film Lubo basierend auf dem Roman Il Seminatore von Mario Cavatore über das Hilfswerk für die Kinder der Landstrasse, bei dem er Regie führte, und zu dem er gemeinsam mit Fredo Valla das Drehbuch schrieb, wurde er zu den Filmfestspielen von Venedig 2023 in den Wettbewerb um den Goldenen Löwen eingeladen.

## Filmografie (Auswahl)
Als Regisseur
- 1989: Cappello da marinaio (Kurzfilm)
- 1993: Quasi un anno (Fernsehfilm)
- 1999: Il denaro non esiste (Fernsehdokumentation)
- 2001: Segno d'ombra (Kurzfilm)
- 2002: Con i miei occhi (Dokumentation)
- 2005: Der Wind zieht seinen Weg (Il vento fa il suo giro)
- 2006: A spasso con Virgilio (Kurzfilm)
- 2009: Piazzàti (Dokumentation)
- 2009: Der Mann der kommen wird (L'uomo che verrà)
- 2012: Genus Bononiae: Musei nella città (Dokumentarkurzfilm)
- 2013: Un giorno devi andare
- 2015: Milano 2015 (Dokumentation)
- 2020: Hidden Away (Volevo nascondermi)
- 2020: Zombie (Kurzfilm)
- 2022: In famiglia (Kurzfilm)
- 2023: Lubo

Als Drehbuchautor
- 1989: Cappello da marinaio (Kurzfilm)
- 1993: Quasi un anno (Fernsehfilm)
- 2002: Con i miei occhi (Dokumentation)
- 2005: Der Wind zieht seinen Weg (Il vento fa il suo giro)
- 2009: Piazzàti (Dokumentation)
- 2009: Der Mann der kommen wird (L'uomo che verrà)
- 2012: Genus Bononiae: Musei nella città (Dokumentation Kurzfilm)
- 2013: Un giorno devi andare
- 2015: Milano 2015 (Dokumentation)
- 2016: Bologna 900 (Dokumentation Kurzfilm)
- 2020: Hidden Away (Volevo nascondermi)
- 2022: In famiglia (Kurzfilm)
- 2023: Lubo

Als Produzent
- 2002: Con i miei occhi (Dokumentation)
- 2005: Der Wind zieht seinen Weg (Il vento fa il suo giro)
- 2009: Piazzàti (Dokumentation)
- 2009: Der Mann der kommen wird (L'uomo che verrà)
- 2013: Un giorno devi andare
- 2020: Zombie (Kurzfilm)
- 2022: In famiglia (Kurzfilm)

Als Filmeditor
- 1993: Quasi un anno (Fernsehfilm)
- 2001: L'ultima rosa dell'estate (Kurzfilm)
- 2005: Der Wind zieht seinen Weg (Il vento fa il suo giro)
- 2009: Der Mann der kommen wird (L'uomo che verrà)
- 2015: Milano 2015 (Dokumentation)
- 2016: Bologna 900 (Dokumentarkurzfilm)
- 2020: Hidden Away (Volevo nascondermi)